# شیمیزو ۲۸۷۹
سیارک ۲۸۷۹ (به انگلیسی: 2879 Shimizu، نامگذاری:1932CB1) دو هزار و هشتصد و هفتاد و نهمین سیارک کشف شده‌است که در ۱۴ فوریه ۱۹۳۲ و در هایدلبرگ کشف شد.
قدر مطلق سیارک برابر ۱۱٫۷۰ است.